# 7 World Trade Center
O 7 World Trade Center (7 WTC, WTC-7 ou Torre 7) é um edifício de escritórios construído como parte do novo World Trade Center, em Lower Manhattan, na cidade de Nova Iorque. A torre está localizada em um quarteirão delimitado pelas ruas Greenwich, Vesey, Washington e Barclay, respectivamente a leste, sul, oeste e norte. O 7 World Trade Center foi desenvolvido por Larry Silverstein, que detém um contrato de arrendamento do terreno com a Autoridade Portuária de Nova Iorque e Nova Jérsei, e projetado pela Skidmore, Owings & Merrill.
O edifício foi construído para substituir a estrutura original no local, parte do World Trade Center original de 47 andares de altura, vestido em alvenaria exterior vermelho, que ocupava um espaço trapezodial e possuia uma passarela elevada que conectava o edifício com a praça do World Trade Center. Essa estrutura, concluída em 1987, foi destruída nos ataques de 11 de setembro de 2001. A construção do novo 7 World Trade Center começou em 2002 e foi concluída em 23 de maio de 2006. O edifício tem 52 andares (mais um subsolo), tornando-o o 64º mais alto de Nova Iorque. Foi construído numa área menor do que a original; um pequeno parque do outro lado da Greenwich Street ocupa o espaço que fazia parte da área do edifício original.
A nova construção do edifício começou em 2002 e foi concluída em 2006. O edifício possui 52 andares de altura (mais um piso subterrâneo), tornando-se o 28º mais alto de Nova York. Ele é construído sobre um espaço menor do que o original, e é limitado pelas ruas Greenwich, Vesey, Washington, e a Barclay. O projeto do edifício atual enfatiza a segurança, com um núcleo de concreto armado, escadas mais largas e revestimento à prova de fogo mais espesso nas colunas de aço. Ele também incorpora vários recursos de design ecológico. O edifício recebeu a certificação Ouro do Leadership in Energy and Environmental Design (LEED) do U.S. Green Building Council e fez parte do programa piloto do conselho para Leadership in Energy and Environmental Design – Core and Shell Development (LEED-CS).

## História

### Construção do 7 WTC original

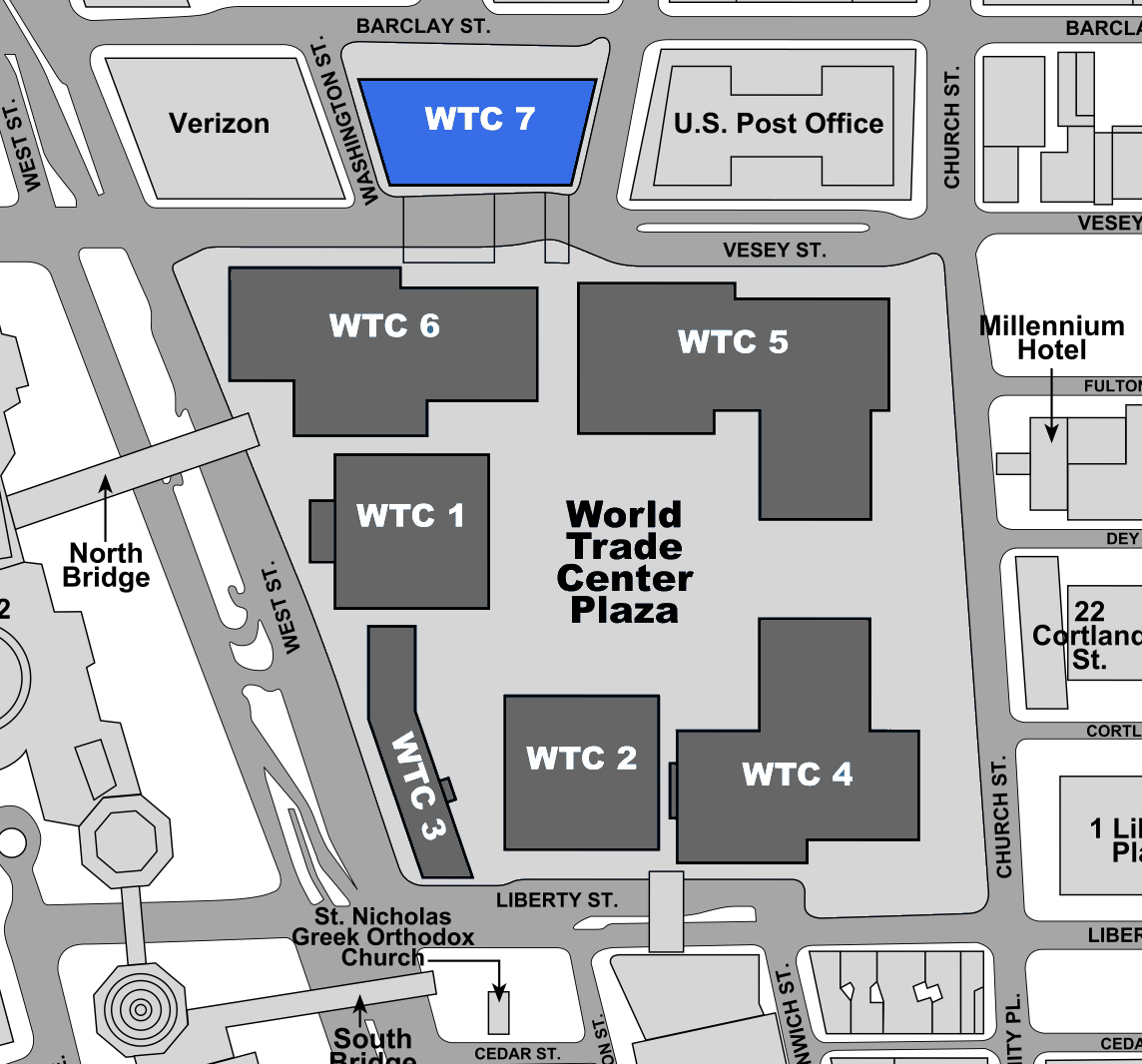
Imagem em inglês, com a posição do edifício, em relação aos outros edifícios do World Trade Center, antes do dia 11 de setembro de 2001.

O 7 World Trade Center original era um arranha-céu de 47 andares com uma fachada de granito vermelho projetado por Emery Roth & Sons. O prédio possuía 610 pés (186 metros) de altura, e ocupava um espaço trapezoidal de 330 pés (101 metros) de comprimento e 140 pés (43 metros) de largura. A Tishman Realty & Construction administrou a construção do edifício, que começou em 1983. Em março de 1987, o edifício foi inaugurado, tornando-se a sétima torre do complexo original do World Trade Center. Foi inaugurado em 1987 como parte do complexo original do World Trade Center.
O edifício foi construído acima de uma subestação da Consolidated Edison que tinha estado no local desde 1967.
O design final de estrutura para o edifício foi para uma construção muito maior que cobria um espaço maior do que o que fora originalmente planejado quando a subestação foi construída. Um sistema de coluna de gravidade transfere trelhiças e vigas localizadas entre o quinto e o sétimo andar para transferir cargas para a menor fundação. As existentes ensecadeiras instaladas em 1967 foram usadas, junto com as novas, para acomodar o edifício. O quinto andar funcionava como um diafragma estrutural, proporcionando estabilidade lateral e distribuição de cargas entre as novas e antigas ensecadeiras. Acima do sétimo andar, a estrutura do edifício era um design de uma estrutura tubular típica, com colunas postas no núcleo e no perímetro, e as cargas laterais resistiram, pelos quadros do momento do perímetro.
Uma rampa de embarque e desembarque, que serviu para todo o complexo do World Trade Center, ocupou a parte leste da pegada do edifício. O edifício foi aberto abaixo do terceiro piso, proporcionando espaço para o vagão aberto para cargas na rampa de embarque. A pulverização da ignifugação para os elementos estruturais foi construído à base de gesso no qual levava duas horas de classificação de fogo para as vigas de aço, vigas mestra e treliças, e três horas de classificação para as colunas.
Equipamentos mecânicos foram instalados do quarto até o sétimo andar, incluindo doze transformadores no quinto andar. Vários geradores no edifício foram utilizados pelo Gabinete de Gestão de Emergência, pela Salomon Brothers e outros. Os tanques de armazenamento continham vinte e quatro mil galões (91 mil litros) de combustível diesel para suprir os geradores. A distribuíção dos componentes de óleo combustível foram localizados do nível do solo até o nono andar. Depois dos bombardeios ao World Trade Center em 1993, o prefeito de Nova Iorque Rudy Giuliani decidiu estabelecer o centro de comando de emergência e situar os tanques de combustível associados ao 7 World Trade Center. Apesar de tudo, esta decisão estava criticada no começo dos ataques de 11 de setembro, o combustível na construção está atualmente não crível para contribuir para o colapso da construção. O telhado da construção inclui um pequeno barracão à oeste e um outro mecânico maior ao leste. Cada andar possuía 4,366 m² de espaço de escritório rentável que fez o plano do andar consideravelmente maior do que a maioria dos edifícios de escritórios na cidade. Em geral, o edifício havia 174,000 m² para espaços de escritório. Duas pontes pedestrais ligavam o complexo do World Trade Center, atravessando a Rua Vesey, para o terceiro andar do edifício. A entrada do edifício teve três pinturas murais pelo artista Al Held: The Third Circle, Pan North XII, e Vorces VII.

Os ataques terroristas de 11 de setembro de 2001 causaram o colapso do World Trade Center; os escombros das Torres Gêmeas de 110 andares destruíram ou danificaram gravemente os edifícios próximos, incluindo o 7 World Trade Center, que desabou pouco tempo depois.

### Demolição
Como a Torre do Norte foi atacada no dia 11 de setembro de 2001, o golpe dos detritos pesados do edifício, causou danos para a parte do edifício ao sul. A parte inferior da parte do edifício ao sul foi danificado por detritos, incluindo danos ao sudoeste do oitavo ao décimo oitavo andar, um grande corte vertical sobre a extensão de centro-inferior, em pelo menos, dez andares, e outros danos tão elevados como o do décimo oitavo andar. A construção foi equipada com um rociador de incêndios, mas tinha muitas vulnerabilidades de um único ponto de falha: o sistema de aspersão manual exigido, para seu uso, requereu iniciação manual dos bombas elétricas de incêndio, ao invés de ser um sistema totalmente automático; os controles do piso de nível tinha uma única conexão para o tubo de subida; e o rociador de incêndios exigiu alguma força para a bomba de incêndio fornecer água. Contudo, a pressão de água foi baixa, com pouca ou nenhuma água para alimentar os aspersores.
Depois que a Torre Norte desabou, alguns bombeiros entraram no edifício à procura. Eles tentaram extinguir os pequenos focos de incêndio, mas a baixa pressão da água prejudiciou os seus esforços. Pela tarde, os incêndios estavam no decimo primeiro e segundo andar. Durante a tarde, o incêndio já estava também entre o sexto e o décimo, o décimo terceiro e quarto, o décimo nono e vígésimo segundo, e o vigésimo nono e trigésimo andar. Em particular, os incêndios no sétimo andar, por volta das 14h00min, os bombeiros anunciaram uma protuberância no canto sudoeste do edifício, entre o décimo e o décimo terceiro andar, um sinal de que o edifício estava instável e que poderia entrar em colapso. Durante a tarde, os bombeiros também escutaram rangidos vindo da construção. Por cerca das 15h00min, Daniel Nigro, o dirigente do Departamento de Bombeiros da Cidade de Nova Iorque, decide mandar hesitar as operações de resgate, a remoção do plano, as pesquisas ao longo da superfície dos escombros próximos ao edifício, e mandou também evacuar a área devido a preocupações com a segurança pessoal. Às 17h20min33seg UTC-5, do dia 11 de setembro de 2001, inicia o colapso no edifício, com o desmoronar do barracão mecânico ao leste, enquanto às 17h21min10seg UTC-5, todo o edifício ruiu completamente. Não houve infortúnios associados ao colapso.
Em maio de 2002, a Agência Federal de Gerenciamento de Emergência publicou um relatório sobre o colapso com base em um inquérito preliminar realizado em conjunto com o Engenharia de Estruturas da Sociedade Americana de Engenheiros Civis, sob a liderança do Dr. Gene W. Corley, PE FEMA chegou a conclusões preliminares de que a queda não foi causada principalmente por dano real do impacto do colapso do do WTC 1 e 2, mas por incêndios nas múltiplas histórias inflamadas por detritos provenientes das outras duas torres, que continuou sem esmorecer devido à falta de água para pulverizadores ou combate manual aos incêndios. E novamente, de acordo com a Agência Federal de Gerenciamento de Emergência, os elementos estruturais foram expostos em altas temperaturas, por um período de tempo suficiente para reduzir a sua força no ponto de colapso; No entanto, desde que tenha sido determinado que os incêndios queimariam em cerca de vinte minutos, em qualquer local determinado, como moveram-se de ponto a ponto.
O relatório não chegou até as conclusões sobre a causa do colapso, e pediram uma investigação mais aprofundada: "A perda da integridade estrutural foi provavelmente um resultado do enfraquecimento causado pelo incêndios do quinto até o sérimo andar. As especificidades dos incêndios no WTC 7, e como eles causaram o colapso do edifício, permanecem desconhecidos no momento. Embora o combustível diesel total, das instalações de energia, estarem contidos em enorme potencial, na melhor das hipóteses, só tem uma baixa probabilidade de ocorrência. Outras pesquisas, investigações e análises são necessárias para resolver este problema."
A perda da integridade estrutural foi, provavelmente, um resultado do enfraquecimento causado pelo fogo, do quinto até o sétimo andar. As especificidades dos incêndios no edifício, e como eles causaram o colapso da construção, foi a resposta às preocupações da Agência Federal de Gerenciamento de Emergência, e o Instituto Nacional de Padrões e Tecnologia, foram autorizados a conduzir uma investigação sobre a falha estrutural, o colapso dos Torres Gêmeas, e do 7 WTC. A investigação, conduzida pelo Dr. S. Shyam Sunder, não só trabalhou com perícia técnica interna, mas também  trabalhou a respeito sobre o conhecimento de diversas instituições privadas, incluindo o Instituto de Engenharia das Estruturas da Sociedade Americana de Engenheiros Civis, a Sociedade dos Engenheiros de Proteção contra Incêndio, a Associação Nacional de Proteção contra Incêndios), o Instituto Americano de Construção de Aço, o Conselho de Edifícios Altos e Habitat Urbano, e a Associação dos Engenheiros das Estruturas de Nova York.

## Reconstrução
A fase de construção do novo 7 World Trade Center começou em 7 de maio de 2002, com a instalação de uma cerca ao redor do canteiro de obras. A restauração da subestação da Consolidated Edison era uma prioridade urgente para atender às demandas de energia da parte sul de Manhattan; a concessionária afirmou que precisava substituir quatro dos dez transformadores destruídos até 2003. Como o 7 World Trade Center fica separado do terreno principal do World Trade Center, com 16 acres (6,5 hectares), Larry Silverstein precisou apenas da aprovação do proprietário do terreno, a Autoridade Portuária, para poder reconstruir a torre. A construção da subestação de energia foi concluída em outubro de 2003, e a subestação entrou em serviço em maio de 2004.
Em seguida, os trabalhos prosseguiram na própria torre de escritórios. Foi utilizada uma abordagem invulgar na construção do edifício: a estrutura de aço foi erguida antes da adição do núcleo de concreto. Esta abordagem permitiu encurtar o prazo de construção em alguns meses. Em julho de 2005, a American Express Financial Advisors planejava alugar 1.900 m² de espaço, tornando-se o primeiro locatário do edifício. Embora Silverstein pretendesse que o projeto do edifício atraísse locatários, ele queria que os ocupantes pagassem US$ 50/pé quadrado (US$ 540/m²) para alugar o espaço até 2005, o que a revista New York chamou de “facilmente o preço mais alto de Lower Manhattan”. A construção foi concluída em 2006, com um custo de US$ 700 milhões. Embora Silverstein tenha recebido US$ 861 milhões do seguro do antigo prédio, ele devia mais de US$ 400 milhões da hipoteca. Os custos de reconstrução foram cobertos por US$ 475 milhões em Liberty Bonds, que fornecem financiamento isento de impostos para ajudar a estimular a reconstrução em Lower Manhattan, e pelo dinheiro do seguro que sobrou após outras despesas.
Um parque triangular com 1.400 m² foi criado entre a extensão da Greenwich Street e a West Broadway por David Childs, com Ken Smith e sua colega, Annie Weinmayr, da Ken Smith Landscape Architect. O parque é composto por uma praça central aberta com uma fonte e bosques de árvores de sweetgum e arbustos de buxo nas laterais. No centro da fonte, o escultor Jeff Koons criou uma escultura de aço inoxidável com 2,7 metros de altura chamada Balloon Flower (Red).

### Conclusão e primeiros anos
O edifício foi inaugurado oficialmente em 23 de maio de 2006. A inauguração foi marcada por um concerto gratuito com Suzanne Vega, Citizen Cope, Bill Ware Vibes, Brazilian Girls, Ollabelle, Pharaoh's Daughter, Ronan Tynan (dos Irish Tenors) e o convidado especial Lou Reed. Antes da sua inauguração, em março de 2006, o novo edifício foi utilizado como local de filmagem para o filme Perfect Stranger.
Em agosto de 2006, 10% do edifício estava alugado. Vários dos andares superiores desocupados foram utilizados para eventos como almoços beneficentes, desfiles de moda e galas de gala. A Silverstein Properties permitiu que o espaço no novo edifício fosse utilizado para esses eventos como forma de atrair pessoas para ver o edifício. De 8 de setembro a 7 de outubro de 2006, o trabalho do fotógrafo Jonathan Hyman foi exibido em “An American Landscape” (Uma paisagem americana), uma exposição gratuita organizada pela World Trade Center Memorial Foundation, no 45º andar do 7 World Trade Center. A exposição consistiu em 63 fotografias que capturaram as reações dos americanos após os ataques de 11 de setembro.
Em setembro de 2006, a Moody's assinou um contrato de locação de 20 anos para 15 andares no 7 World Trade Center; antes do contrato de locação da Moody's, apenas oito andares estavam ocupados. Outros locatários que assinaram contratos de locação no 7 World Trade Center nos seus dois primeiros anos incluíram o ABN AMRO, Ameriprise Financial Inc., DRW Trading Group, a editora Mansueto Ventures, e a Academia de Ciências de Nova Iorque. A Silverstein Properties também tinha escritórios e suítes executivas Silver Suites no 7 World Trade Center. Empresas de arquitetura e engenharia que trabalham no 1 World Trade Center, 150 Greenwich Street, 175 Greenwich Street e 200 Greenwich Street também instalaram escritórios no edifício. Dois terços do espaço de escritórios do edifício já tinham sido alugados em abril de 2007. Após a aquisição do ABN AMRO pelo Royal Bank of Scotland, a prestadora de serviços cambiais FXDD sublocou parte do espaço do Royal Bank of Scotland em 2009.

### Década de 2010 até o presente
O escritório de advocacia WilmerHale assinou contrato para ocupar 19.000 m² do edifício em abril de 2011. O edifício ficou totalmente alugado em setembro, depois que a MSCI concordou em ocupar 11.600 m² no último andar; outros inquilinos na época incluíam a FXDD, a WilmerHale e o banco WestLB. Em seguida, Silverstein anunciou em 2012 que iria refinanciar o edifício com uma emissão de títulos Liberty no valor de US$ 452,8 milhões e um empréstimo garantido por hipotecas comerciais no valor de US$ 125 milhões. Na época, o prédio estava avaliado em US$ 940 milhões, em grande parte porque estava totalmente ocupado. A FXDD sublocou seu espaço para a empresa de engenharia Permasteelisa em 2015 e para a empresa de inteligência artificial IPsoft em 2016. Em 2017, o edifício estava ocupado em 94,8%. Naquela época, cerca de três quartos do espaço eram ocupados por quatro inquilinos, incluindo a Moody's, o Royal Bank of Scotland e a WilmerHale.
A empresa de planejamento de casamentos Zola e o escritório de arquitetura Skidmore, Owings & Merrill, responsável pelo projeto do edifício, alugaram espaços no 7 WTC no início de 2019. Em julho de 2019, seguiram-se a marca de bebidas de luxo Moët Hennessy e a empresa de mídia AccuWeather. Depois que a Mansueto Ventures e outras três empresas alugaram espaços no 7 WTC em abril de 2022, o prédio estava 97% ocupado. Pouco tempo depois, a Silverstein Properties refinanciou a propriedade com um empréstimo de US$ 458 milhões do Goldman Sachs.

## Arquitetura
O novo 7 World Trade Center tem 52 andares e 226 metros de altura. O edifício tem 42 andares de espaço locável, a partir do 11º andar, e um total de 1,7 milhões de pés quadrados (160.000 m²) de espaço para escritórios. Os primeiros dez andares abrigam uma subestação elétrica que fornece energia para grande parte de Lower Manhattan. A torre de escritórios tem uma área ocupada mais estreita no nível do solo do que sua antecessora, de modo que o traçado da Greenwich Street pôde ser restaurado para reunir TriBeCa e o distrito financeiro. O edifício original, por outro lado, fazia fronteira com a West Broadway a leste, exigindo a destruição da Greenwich Street entre a Barclay Street e a fronteira norte do superbloco do World Trade Center.

### Fachada

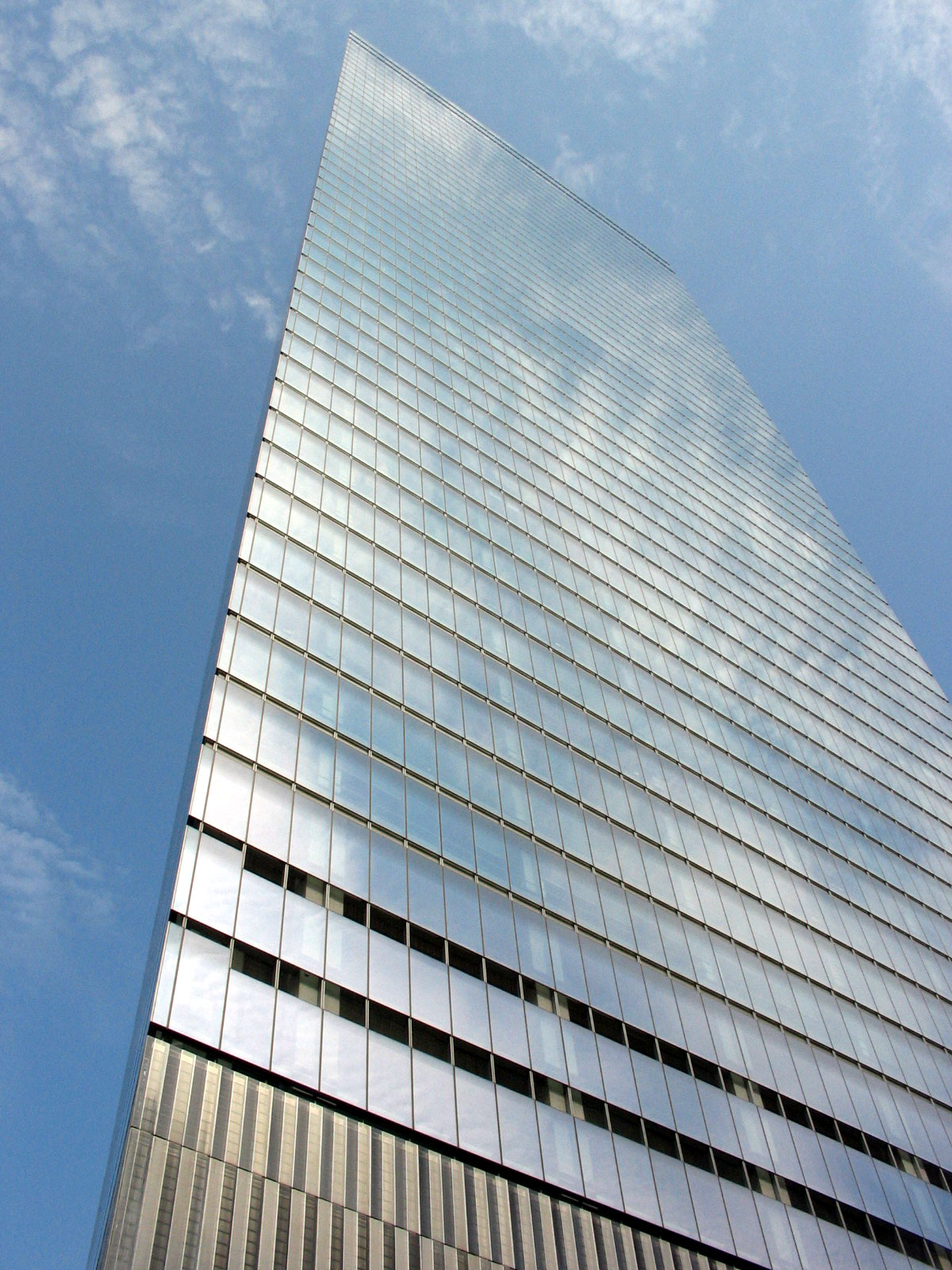
O novo 7 World Trade Center visto do chão

David Childs, da Skidmore, Owings and Merrill, trabalhou em conjunto com o artista e designer de vidro James Carpenter para criar um projeto que utiliza vidro ultraclaro e com baixo teor de ferro para proporcionar refletividade e luminosidade. Há painéis de aço inoxidável atrás do vidro para ajudar a refletir a luz solar. As enjuntas são texturizadas e curvadas de forma a refletir a luz tanto das janelas de cada andar quanto do céu. Nos andares inferiores, há painéis de 4,6 por 1,5 m com prismas triangulares de aço. Há 130.000 prismas no total, inclinados em diferentes ângulos para refletir a luz natural do céu. As janelas dos andares superiores têm 4,1 m de altura e são feitas de vidro branco com baixa concentração de ferro. O aço inoxidável utilizado na fachada é do tipo 316, que contém molibdênio, proporcionando maior resistência à corrosão.
O novo 7 World Trade Center foi construído acima da subestação da Con Edison. Quando o edifício atual foi construído, as câmaras dos transformadores foram reorganizadas em uma estrutura de 24 metros de altura na base do edifício. Para envolver a subestação de energia e melhorar sua estética, a base do edifício possui uma parede cortina com persianas de aço inoxidável que proporcionam ventilação para as máquinas. Cada transformador pesa 168 toneladas curtas (150 toneladas longas; 152 t) e tem 6,1 m de altura. Há também radiadores com lâminas de resfriamento verticais voltadas para a rua, que, por sua vez, resfriam os transformadores.
Há uma parede de vidro com rede de cabos na elevação leste da fachada, logo acima da entrada da Greenwich Street. Esta parede de rede de cabos mede 15 por 34 metros (50 por 110 pés) de largura. Durante o dia, a parede cortina reflete a luz, enquanto à noite é iluminada por luzes LED azuis e brancas. A parede cortina tem 220.000 LEDs; à noite, os prismas na fachada refletem a luz de cada LED para a rua. A parede cortina ao redor do saguão utiliza vidro laminado reforçado com calor que atende a altos padrões de resistência a explosões. À noite, um grande cubo de luz acima do saguão também emite luz azul, enquanto durante o dia fornece luz branca ao saguão e, ao anoitecer, muda para violeta e volta para azul.

### Características
No interior do átrio principal, a artista Jenny Holzer criou uma instalação LED, com texto luminoso movendo-se por amplos painéis de plástico. A parede mede 20 metros de largura e 4,3 metros de altura. Holzer trabalhou com Klara Silverstein, esposa de Larry Silverstein, para selecionar poemas para a instalação artística. A parede do saguão é estruturalmente reforçada como medida de segurança. Nos andares superiores, alguns inquilinos personalizaram o design de seus espaços. O espaço ocupado pela Mansueto Ventures foi projetado para maximizar a exposição à luz natural e possui um layout aberto. O espaço no 40º andar utilizado pela Academia de Ciências de Nova Iorque foi projetado pela H3 Hardy Collaboration Architecture e inclui um átrio de recepção com uma tela aberta; uma sala de eventos com 296 lugares; e um mural horizontal com 22 metros de comprimento.
O 7 World Trade Center está equipado com elevadores Otis com destino pré-selecionado para reduzir os tempos de espera e de viagem. Depois de pressionar o número do andar de destino em um teclado no saguão, os passageiros são direcionados para elevadores específicos que param no andar selecionado; as cabines dos elevadores não possuem botões. O sistema de elevadores é integrado ao sistema de cartão-chave do saguão, que pode identificar o andar em que um funcionário trabalha e, então, chamar automaticamente um elevador para esse andar.
A WSP Cantor Seinuk atuou como engenheiro estrutural no projeto, enquanto a Jaros, Baum & Bolles foi a engenheira MEP. Quase 30% do aço estrutural utilizado na construção é composto por aço reciclado. A água da chuva é coletada e usada para irrigação do parque e para resfriar o prédio. Além de outras características de design sustentável, o edifício foi projetado para permitir a entrada de muita luz natural, a energia é medida para os inquilinos para incentivá-los a economizar energia, o vapor de aquecimento é reutilizado para gerar parte da energia do edifício e materiais reciclados são usados para isolamento e materiais de interior.
O edifício foi promovido como um dos arranha-céus mais seguros dos Estados Unidos após a sua conclusão. De acordo com a Silverstein Properties, ele “incorpora uma série de melhorias de segurança que se tornarão o protótipo para novas construções de arranha-céus”. O edifício tem elevadores e poços de acesso às escadas com 0,61 m de espessura, em concreto armado e à prova de fogo. O edifício original utilizava apenas drywall para revestir esses poços. As escadas são mais largas do que no edifício original para permitir uma saída mais rápida.

### Localização
Em junho de 1986, antes da construção ser completada, Larry Silverstein assinou o Drexel Burnham Lambert como locatário para locar toda a construção do 7 World Trade Center por três bilhões durante um prazo de 30 anos. Em dezembro de 1986, depois do escândalo da operação de iniciados do corretor de bolsa Ivan Boesky, a Drexel Burnham Lambert cancelou o arrendamento, deixando Larry Silverstein negociar com outros locatários. A Spicer & Oppenheim conconrdou arrendar quatorze por cento do espaço, mas por mais do que um ano, como o dia de azar de 1987 e os outros fatores adversamente afetaram o mercado de bens imóveis da Baixa Manhattan, Larry Silverstein não estava apto para negociar com locatários para o espaço restante. Em abril de 1988, Larry Silverstein tinha abaixado o aluguel e fez outras concessões.

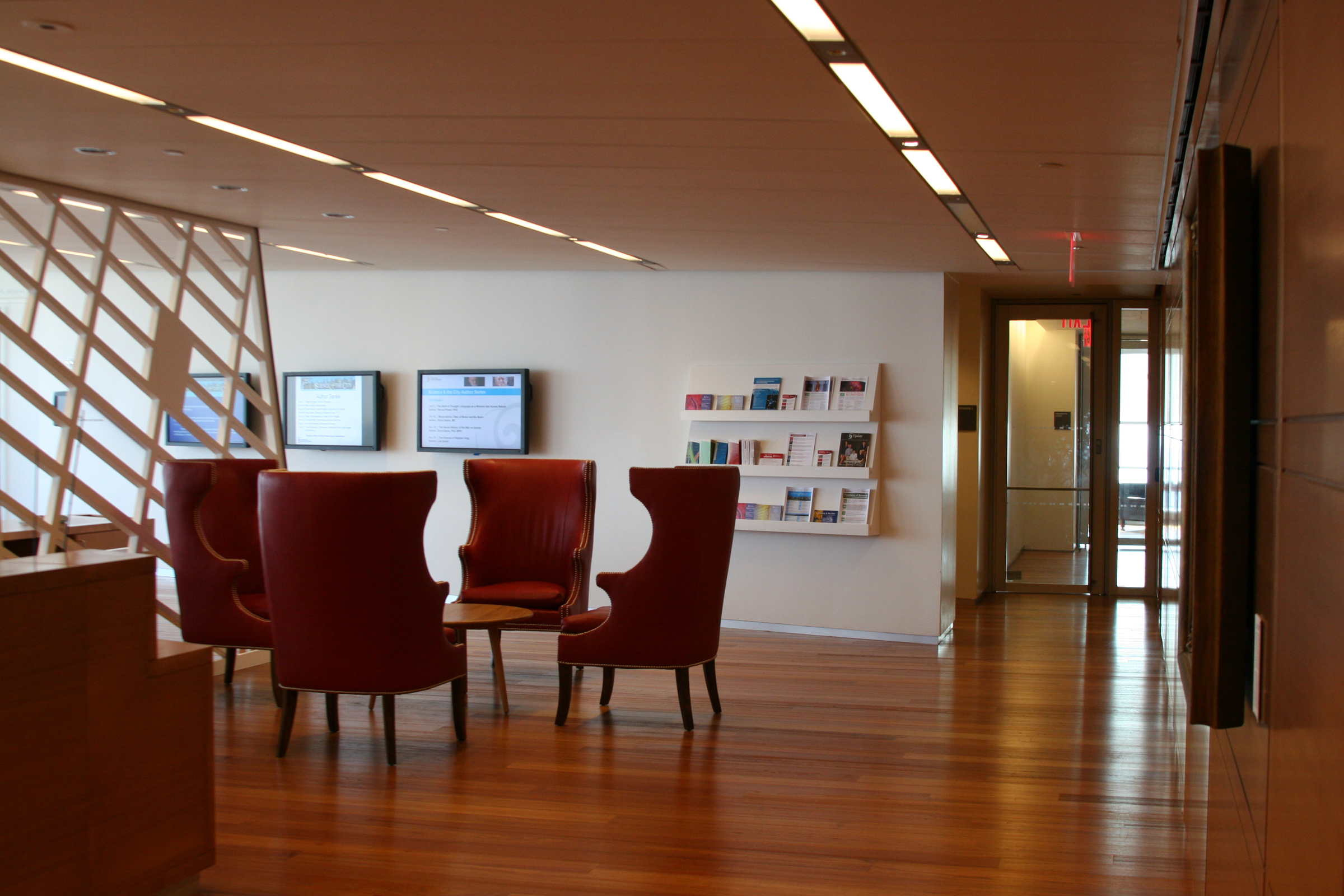
Salão de espera do escritório da Academia de Ciências de Nova Iorque, no quadragésimo andar do edifício.

Em novembro de 1988, a Salomon Brothers retirou-se dos planos de construir um avultado novo complexo em Columbus Circle, no Midtown Manhattan, e concordou com um contrato de vinte anos para os dezenove andares do edifício. A construção foi extensivamente renovada em 1989 para acomodar as necessidades da Salomon Brothers. A maioria dos três andares existentes foram removidos assim como os locatários continuaram a ocupar outros andares, e mais do que trezentos e cinquenta toneladas de aço foram adicionadas para construir três andares de negociação com altura dupla. Nove geradores a dieseis foram estalados no quinto andar na qualidade de ser uma estação de energia de reserva. 
| “ | Essencialmente, Salomon está construindo um prédio dentro de um prédio, e é um edifício ocupado, o que complica a situação.                   | ” |
|   | — Gerente distrital das propriedades de Larry Silverstein, http://query.nytimes.com/gst/fullpage.html?res=950DEFDD113BF93AA25751C0A96F948260. |   |